# Байнвіль (Фрайамт)
Байнвіль (нім. Beinwil) — громада  в Швейцарії в кантоні Ааргау, округ Мурі.

## Географія
Громада розташована на відстані близько 75 км на північний схід від Берна, 29 км на південний схід від Аарау.
Байнвіль має площу 11,3 км², з яких на 6,5% дозволяється будівництво (житлове та будівництво доріг), 75,3% використовуються в сільськогосподарських цілях, 18% зайнято лісами, 0,2% не є продуктивними (річки, льодовики або гори).

## Демографія
2019 року в громаді мешкало 1176 осіб (+14,4% порівняно з 2010 роком), іноземців було 9%. Густота населення становила 104 осіб/км².
За віковим діапазоном населення розподілялося таким чином: 22,4% — особи молодші 20 років, 62,5% — особи у віці 20—64 років, 15,1% — особи у віці 65 років та старші. Було 482 помешкань (у середньому 2,4 особи в помешканні).
Із загальної кількості 401 працюючого 136 було зайнятих в первинному секторі, 67 — в обробній промисловості, 198 — в галузі послуг.